# Király György (várkapitány)
Király György (1527 - Nagyvárad, 1598. október 24.) váradi főkapitány 1596-tól haláláig.

## Élete
Egyszerű sorból származott. 1594-ben Váradnál, 1595-ben Arad és Zaránd vármegyében  harcolt a törökök ellen. Tisztségeit katonai érdemeiért kapta: 1587 és 1588 között a váradi vár alkapitánya, 1588 és 1589 között Bihar vármegye  alispánja, 1596 és 1598 között váradi főkapitány volt.
1597-ben amikor Báthory Zsigmond jezsuitákat akart telepíteni Váradra, a város tiltakozott ez ellen. Feltehetőleg Király György is a tiltakozók pártján állt, mert a fejedelem éles hangú levelet írt neki: „Te pedig, Király György uram, felnyisd a szemedet, meglásd, mit cselekszel, ki előttök vagy a szolgáló rendnek, szájokon tartsd őket, jövendő háborúságra semmi okot ne adjatok, se protestációkkal ne fenyegessetek senkit, se egybegyűléstekkel, közönséges magatok tudatlan, balgatag felfuvalkodástokból hitet ne igazgassatok; mert valaki légyen kezdője, vagy kapitány, vagy lovász, vagy pap, vagy secaris [világi], egy istrángszálat meg nem kímélek tőle.” A város 1598 tavaszán erőszakkal fordult az akarata ellenére betelepített szerzetesek ellen; Király György szóban ugyan megtiltotta a rombolást, de nem avatkozott közbe.

### Nagyvárad ostroma (1598) és halála
,,A hős Király György szörnyű fegyverével, hatalmas hangjával vezette seregét a halált megvetve rohanó törökökre; pusztulás járt a nyomában mindenütt és mikor a Csonka bástyán már ki akarta tűzni a török a félholdat diadaljelül, ádáz dühvel rohant reájuk és leszórta őket a falakról. A végzet nem engedte, hogy örvendjen diadalának; gyilkos golyó találta el, és sebeibe október 24-én belehalt."

## Családja
A Szathmáry-Király család első ismert őse. Albert nevű fia a mezőkeresztesi csatában az erdélyi csapatok parancsnoka volt, és Szatmár városát védte sikerrel a törökök ostroma ellen.